# تریفلات مس (II)
تریفلات مس (II) (به انگلیسی: Copper(II) triflate) با فرمول شیمیایی Cu(CF۳SO۳)۲ یک ترکیب شیمیایی با شناسه پاب‌کم ۲۷۳۴۹۹۶ است. که جرم مولی آن 361.67 g/mol می‌باشد. شکل ظاهری این ترکیب، پودر آبی کمرنگ و سفید است.